# Котлован

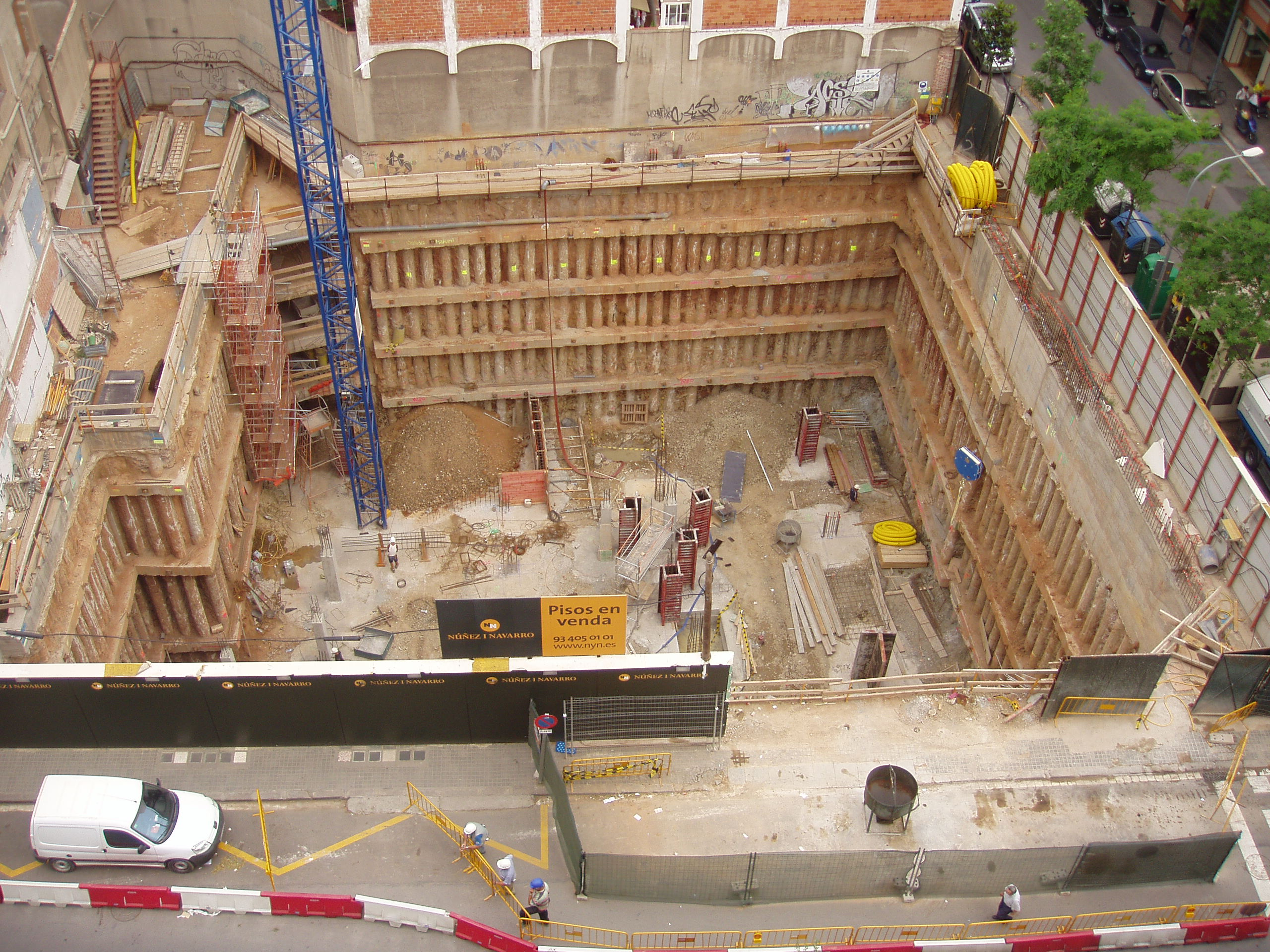
Котлован.

Котлова́н — заглибина у поверхні землі, ґрунті. Як правило, техногенного походження. Котловани риють для створення фундаментів будівель чи підготовки основи для інших інженерних споруд.
Інші назви — розм. котлови́на, ви́коп, ко́пань.

## Види
- При відкритих гірничих роботах — горизонтальна, рідше слабкопохила гірнича виробка, яку проходять від розкривної виробки. Довжина і ширина котловану мають один порядок. Котлован виконують для створення первинного фронту робіт на уступі. При дражній розробці розсипів котлован виконують у заплаві долини і є первинним розрізом, з якого драга переходить до видобувних робіт.
- Штучне тимчасове заглиблення в ґрунті для фундаменту будівель, гідротехнічних споруд тощо. Котлован виконують землерийними машинами.

## Елементи технології будівництва

Схема припливу ґрунтових вод до прямокутного досконалого котловану.

- В процесі проходки котлованів часто доводиться відкачувати з них воду. Існує декілька методів розрахунку припливу води до таких виробок, які, зокрема, враховують досконалість чи недасконалість котловану, його місцеперебування відносно ріки — схема припливу води до котловану, розташованого поблизу ріки, і відповідно розрахункові формули мають свою специфіку.